# Mandala Tayde
Mandala Tayde (Francoforte sul Meno, 27 aprile 1975) è un'attrice e modella tedesca.

## Biografia
Nata a Francoforte sul Meno da padre indiano e da madre tedesca, la Tayde ha iniziato la sua carriera di modella a 13 anni, per campagne di prodotti di bellezza. Ha poi studiato recitazione a Londra, alla Central School Speech and Drama. Nel 1995 ha preso per la prima volta alle riprese di una cortometraggio, Hawaii 96, del regista tedesco Bobby Roth, seguito l'anno seguente dalla serie TV Jungle Hospital. Si è poi trasferita in Italia, dove si è affermata dapprima come modella, per apparire poi in diversi spot pubblicitari, in un video dei Pooh. Il grande pubblico l'ha conosciuta nel 1996 nella serie TV Il ritorno di Sandokan a fianco di Kabir Bedi e poi in Deserto di fuoco.
Nel cinema esordisce nel film di successo di Leonardo Pieraccioni, Fuochi d'artificio del 1997, in cui ha interpretato il ruolo di Demiù. Sul grande schermo ha poi recitato in Amore a prima vista di Vincenzo Salemme (1999), I giorni dell'amore e dell'odio di Claver Salizzato (2000), Santa Maradona di Marco Ponti (2001), A/R Andata + Ritorno ancora di Ponti (2004) e H2Odio di Alex Infascelli (2005), tutte produzioni italiane.
Sul piccolo schermo si è invece divisa tra Italia (Il cuore e la spada, Tre stelle, Il terzo segreto di Fatima, Padri e figli, Un posto tranquillo 2) e soprattutto Germania (tra gli altri, Squadra speciale Lipsia, Meine verrückte türkische Hochzeit, Vater auf der Flucht). Per Meine verrückte türkische Hochzeit la Tayde si è aggiudicata il Premio Adolf Grimme nel 2007. Ha recitato anche nell'episodio La pista di sabbia del 2008 nella serie tv Il commissario Montalbano.

## Vita privata
Dalla convivenza con il suo ex compagno Antonio Campo Dall'Orto, ex direttore generale della Rai, ha avuto due figli.

## Filmografia parziale

### Cinema
- Fuochi d'artificio, regia di Leonardo Pieraccioni (1997)
- Amore a prima vista, regia di Vincenzo Salemme (1999)
- Santa Maradona, regia di Marco Ponti (2001)
- I giorni dell'amore e dell'odio, regia di Claver Salizzato (2001)
- A/R Andata + Ritorno, regia di Marco Ponti (2004)
- H2Odio, regia di Alex Infascelli (2006)

### Televisione
- Il ritorno di Sandokan, regia di Enzo G. Castellari - Miniserie TV (1996)
- Deserto di fuoco, regia di Enzo G. Castellari - Miniserie TV (1997)
- Il cuore e la spada, regia di Fabrizio Costa - Miniserie TV (1998)[4]
- Tre stelle, regia di Pier Francesco Pingitore - Miniserie TV (1999)
- Il terzo segreto di Fatima, regia di Alfredo Peyretti - TV (2001)
- Un posto tranquillo 2, regia di Claudio Norza (2005)
- Padri e figli, regia di Gianfranco Albano e Gianni Zanasi (2005)
- Squadra Speciale Cobra 11 - serie TV, episodio 10x16 (2006)
- Il commissario Montalbano, episodio La pista di sabbia, regia di Alberto Sironi (2008)
- Tatort - Serie TV, regia di Mark Schlichter (2009)

## Doppiatrici italiane

### Serie televisive
- Francesca Guadagno in Tre stelle
- Laura Latini in Squadra Speciale Cobra 11